# Specie di Hypochilidae
Di seguito sono descritte tutte le specie della famiglia di ragni Hypochilidae note al giugno 2013.

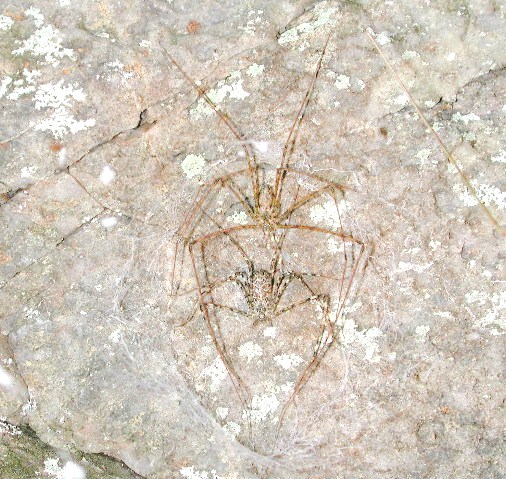
Hypochilus sp. dopo l'amplesso

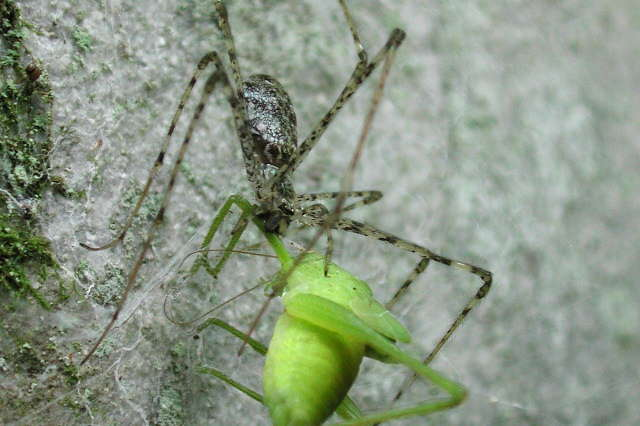
Hypochilus thorelli si ciba

## Ectatosticta
Ectatosticta Simon, 1892
- Ectatosticta davidi (Simon, 1889) — Cina
- Ectatosticta deltschevi Platnick & Jäger, 2009 — Cina

## Hypochilus
Hypochilus Marx, 1888
- Hypochilus bernardino Catley, 1994 — USA
- Hypochilus bonneti Gertsch, 1964 — USA
- Hypochilus coylei Platnick, 1987 — USA
- Hypochilus gertschi Hoffman, 1963 — USA
- Hypochilus jemez Catley, 1994 — USA
- Hypochilus kastoni Platnick, 1987 — USA
- Hypochilus petrunkevitchi Gertsch, 1958 — USA
- Hypochilus pococki Platnick, 1987 — USA
- Hypochilus sheari Platnick, 1987 — USA
- Hypochilus thorelli Marx, 1888 — USA